# Москалец, Александр Петрович
Александр Петрович Москалец (род. 25 мая 1947, Минусинск, Красноярский край) — депутат Государственной Думы Федерального Собрания РФ четвёртого (2003—2007) и пятого созывов (2007—2011). Первый заместитель председателя комитета Госдумы по конституционному законодательству и государственному строительству. Действительный государственный советник РФ 2 класса. Заместитель губернатора Тульской области. Первый заместитель председателя Тульской областной думы VI созыва.

## Биография
Родился 25 мая 1947 года в г. Минусинске Красноярского края. 
Трудовую деятельность начал слесарем, затем работал шофером в автотранспортном хозяйстве - АТХ-8 в Красноярске (1965-1966). 
С 1966 по 1968 годы проходил срочную службу в Советской Армии. После службы в Армии работал слесарем Березовского ремонтного завода в Красноярском крае (1969-1971).
В 1976 году окончил Красноярский государственный университет по специальности «правоведение» и получил звание кандидата юридических наук (тема диссертации - «Эколого-правовые средства минимизации и предупреждения ущерба от чрезвычайных ситуаций в России и США»).
До 1992 года проходил служба в органах прокуратуры СССР:
В период с 1974 по 1977 годы -  стажер, затем следователь прокуратуры Емельяновского района Красноярского края.
С 1977 по 1981 годы - прокурор Шарыповского района Красноярского края.
С 1981 по 1986 годы - прокурор г. Норильска Красноярского края.
С 1986 по 1988 годы - прокурор Хакасской автономной области Красноярского края.
С 1988 по 1992 годы - прокурор Красноярского края.
В период с 1992 по 2003 годы – Служба в МЧС (ГКЧС при Президенте Российской Федерации):
В 1992 году - начальник отдела Государственного комитета по делам гражданской обороны, чрезвычайным ситуациям и ликвидации последствий стихийных бедствий.
С 1992 по 1996 годы - начальник Восточно-Сибирского регионального центра по делам гражданской обороны, чрезвычайным ситуациям и ликвидации последствий стихийных бедствий.
Декабрь 1996 - декабрь 2003 года - статс-секретарь - заместитель министра по делам гражданской обороны, чрезвычайным ситуациям и ликвидации последствий стихийных бедствий РФ (занимался вопросами развития законодательной и нормативно-правовой базы, необходимой для выполнения задач, возложенных на МЧС России, обеспечивал взаимодействие с Федеральным Собранием РФ, отвечал за мобилизационную готовность войск гражданской обороны, готовность и применение авиации МЧС России).
7 декабря 2003 года был избран депутатом Государственной Думы Федерального Собрания Российской Федерации IV созыва по федеральному списку избирательного объединения Партия «Единство» и «Отечество» - («Единая Россия»), был первым заместителем Председателя комитета по конституционному законодательству и государственному строительству.
2 декабря 2007 года избран депутатом Государственной Думы РФ V  созыва в составе федерального списка кандидатов Всероссийской политической партии «Единая Россия». Являлся заместителем Председателя Центральной контрольно-ревизионной комиссии Партии «Единая Россия».
С 2011 по 2014 годы- заместитель губернатора Тульской области – председатель государственно-правового комитета Тульской области.
В 2014 году - первый заместитель председателя Тульской областной Думы VI созыва

## Семья
Женат, воспитывает двоих сыновей.

## Награды и звания
- Заслуженный юрист Российской Федерации[2] (27 декабря 2000) — за заслуги в укреплении законности

- Орден «За заслуги перед Отечеством» IV степени (2008)
- Орден Почёта
- Орден Дружбы
- Медаль ордена «За заслуги перед Отечеством» II степени
- Почётная грамота Правительства Российской Федерации (14 ноября 2011) — за многолетнюю плодотворную законотворческую деятельность[5]
- Благодарность Правительства Российской Федерации (19 сентября 2012) — за большой вклад в социально-экономическое развитие Тульской области и многолетний добросовестный труд[6]
- Именное огнестрельное оружие (ПМ) (24 июня 1998) — за вклад в развитие и совершенствование гражданской обороны, проявленное мужество при выполнении миротворческой миссии и добросовестное исполнение служебных обязанностей[7]